# ミック・カーン

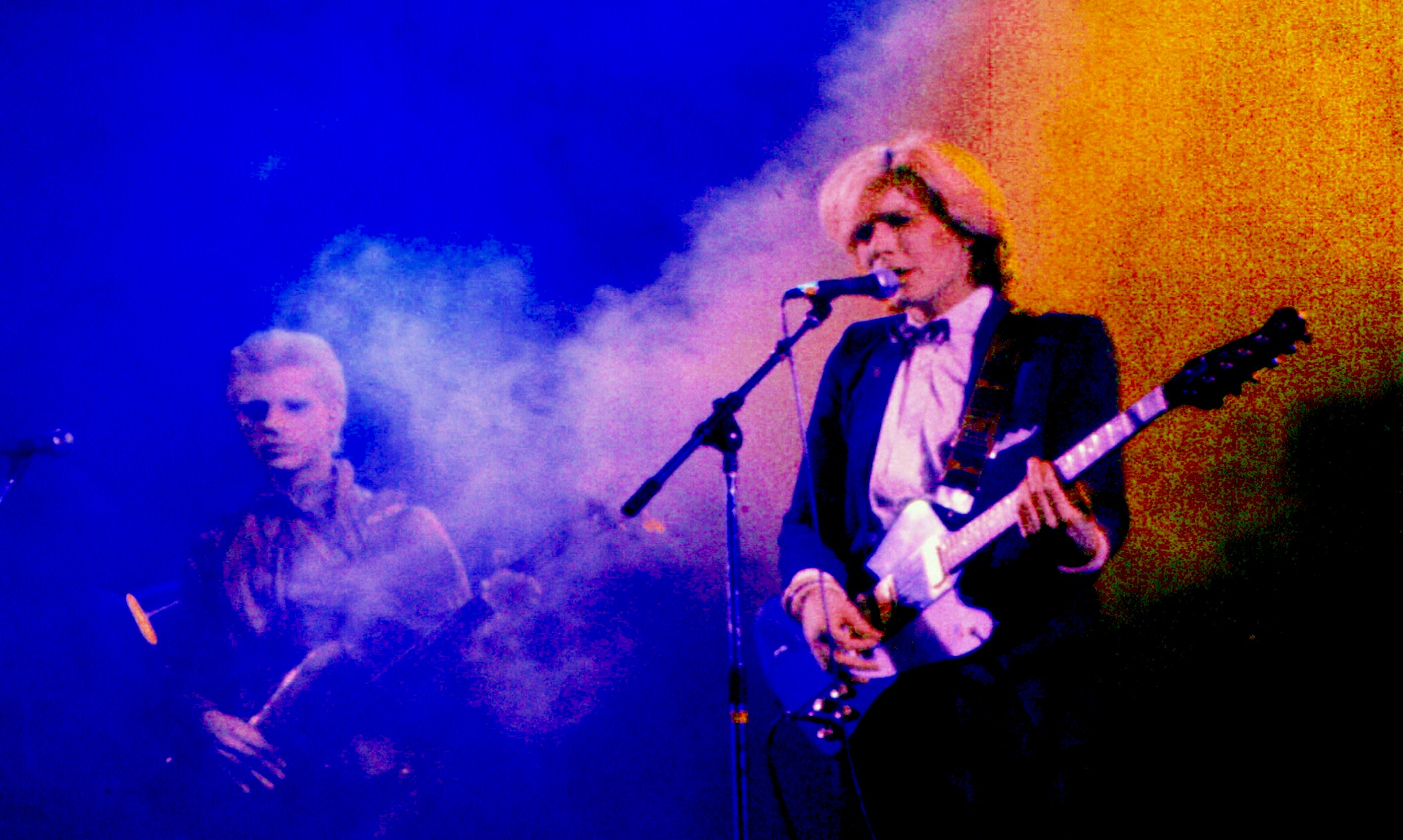
ミック・カーン（左）とデヴィッド・シルヴィアン（1979年）

ミック・カーン（Mick Karn、1958年7月24日 - 2011年1月4日）は、イギリスのミュージシャン。元ジャパンのベーシストとして知られる。キプロス（当時はイギリス領）のニコシア出身で、本名はアンドニス・ミカリディス（Andonis Michaelides）。

## 略歴
ロンドン南部のCatford Boysという私立の男子校でデヴィッド・シルヴィアンとその実弟であるスティーヴ・ジャンセンと知り合いジャパンを結成。卒業後にリチャード・バルビエリと偶然地下鉄の駅で再会し、メンバー不足だったジャパンにカーンが誘い入れた。
ジャパン時代は眉を剃り上げ、髪は真赤に染め、演奏時に両足爪先立って横歩きするなど、ボーカルのデヴィッド・シルヴィアンに勝るとも劣らぬ強烈な存在感を見せつけていた。その演奏力は同業者にも高く評価されており、ジャパン時代にはジェフ・ベックのツアーメンバー選定のセッションに招聘されたりもした。
1982年のジャパン解散後は、ソロ活動をはじめ多くのミュージシャンと組んで作品を残している。有名なものは元バウハウスのピーター・マーフィーとのユニット「ダリズ・カー」、デヴィッド・トーンとテリー・ボジオと組んだ「ポリタウン」、元ジャパン・メンバーによる「JBK（ジャンセン／バルビエリ／カーン）」など。セッション・ミュージシャンとしても、「No-Man」やケイト・ブッシュ、デヴィット・トーン、ゲイリー・ニューマン等のアルバムの制作に参加した。
日本のミュージシャンとの活動も多く、SUGIZO、布袋寅泰のアルバムに参加、NiNaではサポートメンバーを務めている。また、2001年には、佐久間正英、ビビアン・スー、土屋昌巳、屋敷豪太という顔合わせで「The d.e.p」を結成している。
1982年、矢野顕子のアルバム『愛がなくちゃね』の収録曲「愛がなくちゃね」では、ベーシストとしてのみならずデヴィッド・シルヴィアンと共にコーラスとして参加している。
土屋昌巳との関係が深く、土屋のソロアルバム『RICE MUSIC』『LIFE IN MIRRORS』『HORIZON』『Mod' Fish』『森の人 Forest People』などにもベースとして参加している。また一風堂の後期の作品にもサポート・ミュージシャンとして参加している。
2001年、親交のある坂本龍一の呼びかけに応え、TBS50周年特別企画番組「地雷ZERO 21世紀最初の祈り」に出演し、Japanの元メンバーらと共に、地雷除去のためのチャリティーソング「ZERO LANDMINE」を演奏した。
2010年6月、公式サイトにて進行性の癌である事を公表。2011年1月4日、イギリス・ロンドンの自宅にて死去したことが公式サイトのトップページにて告知された。52歳没。
立体的に造形された奇妙なフレージングと独特のメロディ感覚を持った超個性的なフレットレスベース奏者として名高い。もっともカーン本人は自身のプレイが完全な独学であること、楽譜の読み書きが不自由であることなどに劣等意識があったといわれる（ただしこれはジャパンのメンバー全員に言えることではあった）。
彫刻家としての顔も持ち、過去には個展を開いたこともある。

## エピソード
- 猫好きで、嫌いだと思う猫にはいまだかつて会ったことがないという。以前、「Kashmir」という名のメス猫を飼っていた。
- 日本人の夫人との間に一男あり。
- イギリスではミカエリデスというギリシャ系の名前が覚えられにくかったため、ミックというあだ名になった。デビューにあたってステージネームを考える際に、ミックと一続きになるようなKで始まる名字を付けようと思い、電話帳をめくって適当に考えついたのが「Karn」という姓だった。

## ディスコグラフィ

### オリジナル・アルバム
- 『タイトルズ』 - Titles（1982年）
- 『ドリームズ・オブ・リーズン・プロデュース・モンスターズ』 - Dreams of Reason Produce Monsters（1987年）※旧邦題『ドリームス・オブ・リーズン』
- 『ベスチャル・クラスター』 - Bestial Cluster（1993年）
- 『トゥース・マザー』 - The Tooth Mother（1995年）
- Collector's Edition（1997年）※レアトラックを含むベスト・アルバム
- Each Eye a Path（2001年）
- Each Path a Remix（2003年）※上記『Each Eye a Path』のリミックス・アルバム
- More Better Different（2003年）
- Love's Glove（2005年）※EP
- 『スリー・パート・スピーシーズ』  - Three Part Species（2006年）
- Selected（2007年）※ベスト・アルバム
- The Concrete Twin（2010年）

### シングル
- 「センシティヴ」 - "Sensitive"（1982年）
- 「AFTER A FASHION」 - "After a Fashion"（1983年）※ミッジ・ユーロ&ミック・カーン名義
- "Buoy"（1987年）※Mick Karn featuring David Sylvian名義
- "Of & About"（2006年）

### ダリズ・カー
- 『ウェイキング・アワー』 - The Waking Hour（1984年）
- The Judgement is the Mirror（1984年）※EP
- InGladAloneness（2011年）※EP

### コラボレーション・アルバム
- Lonely Universe: Lonely Universe（1990年）※with マイケル・ホワイト、マイケル・ランバート、デヴィッド・トーン
- デヴィッド・トーン、ミック・カーン、テリー・ボジオ: 『ポリタウン』 - Polytown（1994年）
- ジャンセン／バルビエリ／カーン: 『ビギニング・トゥ・メルト』 - Beginning to Melt（1994年）
- ジャンセン／バルビエリ／カーン: 『シード』 - Seed（1995年）※EP
- Yoshihiro Hanno meets Mick Karn: 『リキッド・グラス』 - Liquid Glass（1998年）※半野喜弘とのコラボレーション
- JBK: 『_ISM』 - _ism（1999年）
- The d.e.p: 『地球的病気 −We are the d.e.p−』（2001年）
- Stefano Panunzi: Timelines（2005年）
- Stefano Panunzi: A Rose（2009年）
- Fjieri: Endless（2009年）